# Francisco de Freitas Castro
Francisco de Freitas Castro (Jaraguá, 25 de julho de 1934 – Goiânia, 23 de abril de 2018) foi um político brasileiro. Ele foi prefeito de Goiânia de 21 de março de 1975 a 17 de maio de 1978.

## Biografia
Nascido em Jaraguá, em 1934, mudou-se para Goiânia com apenas dois anos de idade. Filho do alfaiate Benedito Soares de Castro e de Ana Neves de Castro, formou-se pela Faculdade de Direito de Anápolis em 1972. Quando jovem, foi jogador da base do Atlético Goianiense na posição de meio-campista, mas desistiu de seguir a vida desportiva e preferiu se dedicar à carreira empresarial, tendo gerido redes de comércio.
Foi diretor da Federação do Comércio do Estado de Goiás e presidente da Associação Goiana de Supermercados.

## Administração
Nomeado pelo então governador Irapuan Costa Júnior, tomou posse em 21 de março de 1975. Durante sua gestão, ocorreu a pavimentação e extensão da Avenida Castelo Branco. Ele inaugurou a Perimetral Norte e implantou o Sistema Integrado de Transporte Urbano de Goiânia, dando atenção às vias que cortam o Eixo Anhanguera.